# Eraclide di Siracusa (politico)
Eraclide (Siracusa, ... – IV secolo a.C.) è stato un politico siceliota, avverso al governo di Dionisio II.

## Biografia
Accusato di aver fomentato la rivolta dei mercenari nel 361/360 a.C., venne cacciato da Dionisio II - nonostante l'intercessione a suo favore dello zio Teodota e di Platone - trovando allora riparo in territorio cartaginese.
Prese parte alla guerra civile di Siracusa nel 357 a.C. Si alleò al fianco di Dione e ottenne un'importante vittoria navale sulla flotta di Dionisio II, capitanata da Filisto.
Tuttavia il tentativo di una riforma agraria nella polis gli inimicò Dione, il cui schieramento politico era essenzialmente oligarchico e conservatore. Dione infine lo fece uccidere.

### Fonti primarie
- Lettera VII platonica

### Fonti secondarie
- Eraclide di Siracusa, in Treccani.it – Enciclopedie on line, Roma, Istituto dell'Enciclopedia Italiana.
- Federicomaria Muccioli, Dionisio II: storia e tradizione letteraria, CLUEB, 1999.